# Márcia Peltier
Márcia Bokel Peltier, nacida Márcia Ribas Bokel, más conocida como Márcia Peltier (Río de Janeiro, 1954), es una periodista, presentadora, escritora, cronista, locutora, influenciadora digital y youtuber brasileña.

## Biografía
Trabajó en el programa Sem Censura (Sin Censura) de TVE Brasil (1991-1993). En TV Globo, Márcia presentó ocasionalmente el Jornal da Globo entre 1987 y 1991, fue presentadora habitual del Jornal Hoje, haciendo pareja con Leila Cordeiro, en 1989, con Marcos Hummel, entre 1989 y 1991 y con Valéria Monteiro en 1991. También trabajó algunos meses en SBT dentro de la redacción periodística del extinto noticiero TJ Brasil, este período fue entre mediados de 1992.
Márcia fue conductora del Jornal da Manchete de 1993 a 1998 y columnista de Jornal do Brasil de 2001 a 2006. Condujo también el programa Márcia Peltier Pesquisa (Márcia Peltier Investiga), en Rede Manchete, el femenino Mulheres do Brasil (Mujeres de Brasil), Domingo com Márcia Peltier (Domingo con Márcia Peltier) y también Canal Livre (Canal Libre), en Rede Bandeirantes, Informe RJ, de Record Rio (2005-2006), el Programa Márcia Peltier en Super Rádio Tupi (2006-2008) y el reality show Clube das Mulheres (Club de las Mujeres) en RedeTV! (2008).
Trabajó en televisión como presentadora de Márcia Peltier Entrevista en CNT, y como presentadora de Márcia Peltier Entrevista en Rádio JB FM, en Río de Janeiro.

## Obras
- 1986, Poética(mente) Vida e sobrevida de um poeta (Poética(mente) Vida y sobrevida de un poeta) (poemas) Nova Fronteira.
- 1989, As garras do mel (Las garras del miel) (poesía) Rocco.[1]
- 1990, Uma aventura ecológica (Una aventura ecológica) (infanto juvenil) Nova Fronteira.[1]
- 1990, Os porcos espinhos também amam (Los puercoespines también aman) (infanto juvenil) Bertrand Brasil.
- 1991, Os povos da floresta (Los pueblos del bosque) (infanto juvenil) Nova Fronteira.
- 1991, O menino que virou bicho no mato (El niño que se convirtió en animal en el bosque) (infanto juvenil) Vozes.
- 1991, As Ilhas de Becatan (Las islas de Becatan) (poemas) Nova Fronteira,
- 2005, O que pensam as mulheres? (¿Qué piensan las mujeres?) (crónicas) Relume Dumará, Ediouro.
- 2014, Todas as coisas visíveis e invisíveis (Todas las cosas visibles y invisibles) Casa da Palavra.

## Vida privada
Entre 1977 y 1996, estuvo casada Francisco Peltier de Queiroz, con quien tuvo dos hijas, y entre 1998 y 2016, con Carlos Arthur Nuzman, expresidente del Comité Olímpico de Brasil. Actualmente, Márcia está casada con el economista Cláudio Pereira.